# Havre de Grace
Havre de Grace è una città degli Stati Uniti d'America, nella contea di Harford, nel Maryland. Secondo il censimento del 2000 la sua popolazione ammonta a 11.331 abitanti (33.461 con la vicina Aberdeen). La città prende il nome dal porto francese di Le Havre.

## Geografia fisica
Secondo lo United States Census Bureau, la città ha un'area totale di 5,4 miglia quadrate (14,0 km²), di cui 4,0 miglia quadrate (10,4 km²) di terra e 1,4 miglia quadrate (3,5 km²) di acque fluviali. Si trova alla foce del fiume Susquehanna nella Baia di Chesapeake.

## Storia
Durante la Rivoluzione Americana il villaggio, che allora si chiamava Harmer's Town, venne visitato dal generale Lafayette che, osservando il paesaggio, affermò di rivedere Le Havre, che era stata fondata con il nome di Havre de Grace, seguendo il commento del generale francese, gli abitanti mutarono il nome della città. Nel 1812, durante l'assedio inglese, la città venne eroicamente difesa dal luogotenente John O'Neill che, una volta catturato dai nemici, venne rilasciato e festeggiato come un eroe ad Havre de Grace. La città in seguito venne saccheggiata e bruciata e solo pochi edifici si salvarono. Durante la Guerra di Secessione Americana, molti afro-americani trovarono rifugio qui, infatti anche se la Contea di Harford simpatizzava per i confederati, i bianchi di Havre de Grace salvarono e nascosero, anche grazie alla Underground Railroad, centinaia di schiavi.